# Batalha de 73 Easting

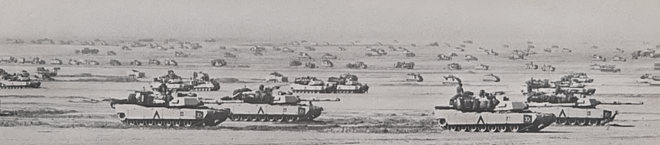
Colunas de tanques da 3ª Divisão Blindada partindo para o combate.

A batalha de 73 Easting foi um grande confronto entre tanques de guerra travada em 26 de fevereiro de 1991, durante a Guerra do Golfo, entre as forças de blindadas britânico-americanas e os veículos de combate da Guarda Republicana Iraquiana. Esta batalha aconteceu horas depois do termino dos combates em Al Busayyah. O nome da ofensiva foi dado devido as coordenadas UTM do local (sendo "Easting", medido em quilómetros lidos por um dispositivo do Sistema de Posicionamento Global). Os militares anglo-americanos chamaram este confronto de "a última grande batalha entre tanques do século XX".
A batalha aconteceu quando o 2º Regimento de Cavalaria do Exército dos Estados Unidos cruzou a fronteira sul do Iraque, com blindados M1A1 Abrams e M3 Bradley na linha de frente. Eles foram acompanhados por mais três divisões blindadas e uma de infantaria americanas (do VII Corpo) e uma divisão blindada britânica. A Divisão Tawakalna iraquiana (que consistia de três divisões blindadas e quatro de infantaria) defendia o sul do país e, embora tenham esboçado feroz resistência, acabaram sendo massacrados, perdendo mil homens e quase quatrocentos blindados. As perdas dentre a coalizão foram mínimas, totalizando vinte e cinco americanos mortos ou feridos e apenas um blindado perdido.

## Fotos da batalha

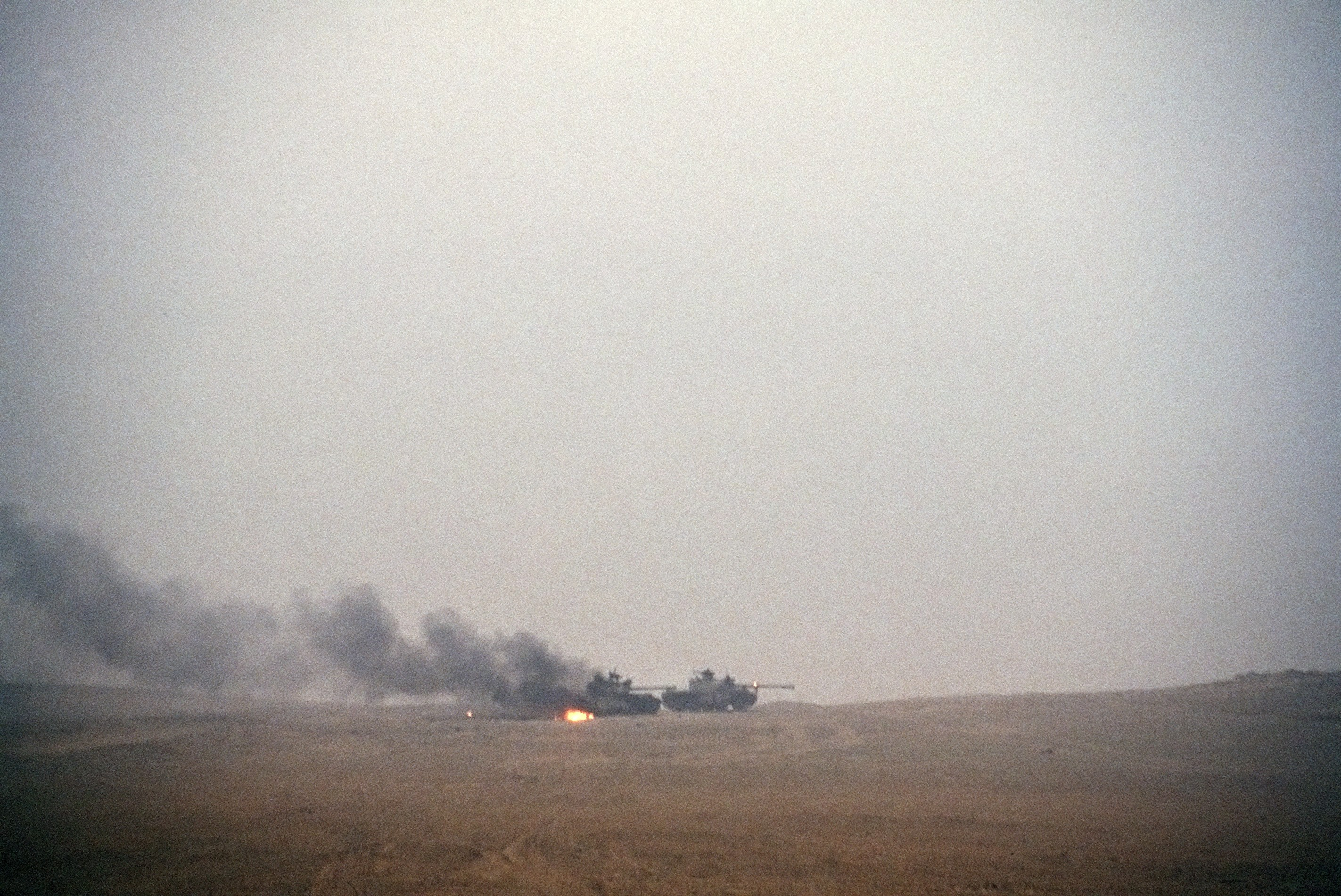
Tanques iraquianos queimando no deserto depois de serem atacados por militares da Coalizão.
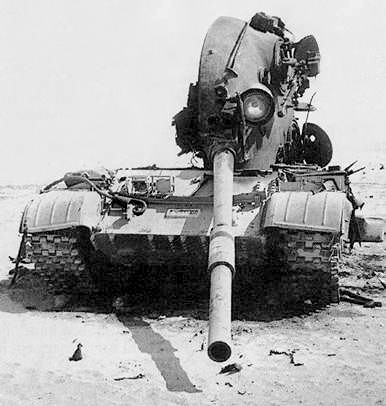
Um tanque de guerra T-62 iraquiano destruido, 1991.
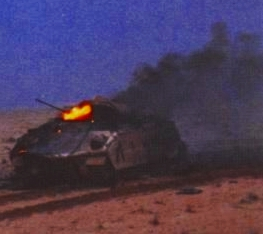
Um veículo Bradley americano em chamas após ser atingido.